# Nadia Cavalera
Nadia Cavalera (Galatone, provincia de Lecce, 20 de septiembre de 1950) novelista, poeta y crítica litararia italiana. 

## Biografía
Asistió al Liceo Classico "Palmieri" de Lecce y se licenció en Filosofía, en la Università di Lecce, con la tesis "Democrazia e socialismo nel giovane Marx".

Con 20 años, comenzó su actividad política en el PCI. Después de 12 años en Brindisi, donde trabajó como periodista, vive en Módena desde 1988 donde trabaja como profesora.

Poeta, ensayista, se impregna de todo campo artístico y ha publicado diversos minicatalógos de lo que llama Superrrealismo alegórico.

Ya fundadora de Gheminga, la primera revista eclusivamente literaria de Brindisi, desde 1990 dirige, con el poeta Edoardo Sanguineti, Bollettario, publibación cuatrimestral de escritura y crítica literaria (dentro de la asociación cultural "Le avanguardie"), que propugna una vanguardia permanente, no elista y abierta al concepto de umafeminità (mezcla de uomo, hombre y feminità, feminidad; concepto que vería al hombre y la mujer iguales en su diferencia).
En 2005 fundó el Premio Alessandro Tassoni (poesía, narrativa, teatro, ensayo).

### Prosa
- I palazzi di Brindisi -Fasano, Schena editore,1986  cuentos (presentaicón de Marcello Strazzeri)
- Nottilabio Roma, Città della luna, 1995 - cuentos (presentación de Giorgio Celli)

### Poesía
- Vita Novissima,Bollettariolibri, Modena,  1992
- Americanata, Bollettariolibri, Modena,1993
- Ecce Femina, Napoli, Altri Termini1994
- Brogliasso, Modena, Gheminga1996
- Salentudine, Venezia, Marsilio 2004
- Superrealisticallegoricamente, 2005; Premio L'Aquila - Carispaq.2006.

### Obras verbovisuales
- Imprespressioni, 1970
- Adriana, 1972
- Golphe de Genes, 1975
- Sospensioni, 1980
- Amsirutuf: enimma, 1988
- I prestanomi: uomini senza, 1993
- La città della luna, 1997

### Catálogos
- Superrealismo allegorico, 1993
- Superrealismo allegorico, 1995
- Superrealismo allegorico, 1997
- Superrealismo allegorico, 1999

### Libros de artista
- Il capo: lavoro, romanzo senza parole, 1991
- Stundaia, 1995